# Swornica (dopływ Odry)
Swornica (według PRNG Chlewna) – struga na ziemi prudnickiej, w południowo-zachodniej Polsce, w województwie opolskim, powiatach prudnickim i krapkowickim, gminach Głogówek, Walce i Krapkowice. Dopływ rzeki Odra, długości 15,8 km.
Źródło strugi znajduje się we wsi Stare Kotkowice, na wschód od miasta Głogówek. Przepływa w rejonie miejscowości Nowe Kotkowice, Rozkochów, Ćwiercie, Kromołów, Swornica, Brożec, Żużela. Na północ od wsi Żużela uchodzi do rzeki Odra. Jej dopływem jest struga Mosacz.